# Macrotera anthracina
Macrotera anthracina är en biart som först beskrevs av Timberlake 1980.  Macrotera anthracina ingår i släktet Macrotera och familjen grävbin. Inga underarter finns listade i Catalogue of Life.